# Nazariy Rusyn
Nazariy Rusyn, en ukrainien : Назарій Орестович Русин, né le 5 novembre 1997 à Novoïavorivsk, est un footballeur ukrainien qui évolue au poste d'attaquant au HNK Hajduk Split, en prêt du Sunderland AFC.

## Biographie

### En club
Le 1er septembre 2023, il s'engage avec Sunderland AFC.